# Dieterich Becker
Dieterich Becker (Hamburg, 1623 - aldaar, 12 mei 1679) was een Duitse barokcomponist en organist. Zijn muziekcarrière begon op bescheiden wijze als de  dorpsorganist van Woldenhorn. Via aanstellingen in Zweden en Celle kwam hij in 1662 weer terug in zijn geboortestad Hamburg, waar hij de belangrijkste muzikale functies wist te verwerven en groot aanzien genoot.

## Levensloop
De afkomst van Dieterich Becker is niet geheel duidelijk. Het is aannemelijk dat hij stamde uit de Hamburgse familie Becker. Deze familie had diverse musici voortgebracht en dat bood de jonge Dieterich kansen om kennis te maken met het muziekleven. Dieterichs ouders waren vermoedelijk Hinrich Becker (†1669) en Margareta von Hachten (†1669).
Over zijn opleidingen is niets bekend. Zelf schreef Becker later dat hij in Hamburg naar school was gegaan en hier ook muziekonderricht had gekregen. Aannemelijk is dat het de Johannisschule betreft, een opleiding waar muziekonderwijs een belangrijk onderdeel vormde van het lespakket.

### Organist in Woldenhorn
Eind 1642 volgde Becker de organist Johannes Hasse op in het dorp Woldenhorn, niet ver van Hamburg. Het is niet duidelijk waarom Becker koos voor deze aanstelling buiten de stad. Hamburg was tijdens de woelige jaren van de Dertigjarige Oorlog (1618-1648) juist een veilige woonplek en beleefde zelfs een bloeiperiode, dus het komt als weinig logisch over dat Becker genoegen nam met een aanstelling in een onbeduidend dorp als Woldenhorn. Mogelijk was hij echter gewoon op zoek naar vastigheid, met een gegarandeerd inkomen.
Becker trouwde op 25 november 1644 in Hamburg met Maria de Koning, dochter van de vermoedelijk Nederlandse Hans de Koning. De twee echtelieden kregen in de jaren dat ze in Woldenhorn woonden vijf kinderen. In 1648 werd de eerste geboren, een dochter met de naam Engel. Twee jaar later volgde Johan, maar die overleed al in 1653. In datzelfde jaar kwam Margaretha ter wereld. De tweelingdochters die in juni 1656 werden geboren, kwamen al snel te overlijden: het ene meisje overleed direct en kreeg zelfs geen naam, het andere meisje heette Maria en stierf in augustus.

#### Tijdelijk in Zweden
Het is aannemelijk dat Becker enige tijd in Zweden verbleef. In de jaren 1654-1655 zou hij in dienst zijn geweest van Magnus de la Gardie. Het is niet duidelijk hoe Becker aan deze aanstelling is gekomen, maar mogelijk was er een verband met de Zweedse troepen die al in 1644 in de buurt van Woldenhorn waren gelegerd. Ook het bezoek van de Zweedse koningin Christina aan Hamburg in 1654 kan voor de nodige contacten hebben gezorgd. In ieder geval veranderden de politieke verhoudingen in Zweden in het jaar 1655 zodanig dat Becker toen alweer terugkeerde naar Woldenhorn.

### Celle
Vanaf het voorjaar van 1656 was Becker werkzaam als violist in Celle bij de hofkapel van hertog Christian Ludwig van Braunschweig-Lüneburg. Beckers vrouw Maria en hun enige in leven gebleven kind Margarethe woonden overigens nog in Woldenhorn. Eind september 1657 kregen Becker en Maria nog een doodgeboren dochter en Maria overleed begin oktober aan de complicaties van die bevalling.
Op 23 september 1658 hertrouwde Becker met Clara Catharina Reinwald, met wie hij in 1660 dochter Margarethe Christian en in 1661 een zoon Hieronymo Christian kreeg. Het is verder niet duidelijk of Beckers dochter Margarethe, afkomstig uit zijn eerste huwelijk, toen nog steeds in leven was.

### Terug naar Hamburg
Becker keerde in 1662 terug naar Hamburg om te werken bij de stadsmusici, die betaald werden door de stadsraad van Hamburg en op dat moment onder leiding stonden van muziekdirecteur Johann Schop (1590-1667). Becker ontving op 11 april 1662 tevens het Hamburgse burgerrecht.
Beckers gezin kwam over vanuit Celle en eind 1663 werd dochter Clara Judith geboren. Twee jaar later volgde de geboorte van Catharina Ursel en begin 1668 werd zoon Eberhardt gedoopt. Opmerkelijk is dat in 1662 ene Anna Becker in Hamburg trouwde, met Dieterich Becker als vader van de bruid.

#### Verzameling van functies
Becker werd in 1667 muziekdirecteur nadat Johann Schop was overleden. Toen Christoph Bernhard in 1674 vertrok naar Dresden nam Becker ook diens functie over als cantor en muziekleider van de domkerk. In datzelfde jaar overleed componist Matthias Weckmann en vermoedelijk nam Becker voor enige tijd ook de leiding van diens Collegium musicum over. Becker had nu de belangrijkste muziekfuncties in Hamburg in één hand samengebracht.

#### Composities
In 1668 bracht Becker zijn eerste muziekalbum uit: Musicalische Frühlings-Früchte, met instrumentale muziek. Een herdruk onder de naam Musicalische lendt-vruchten volgde in 1673 bij de Antwerpse uitgever Phalèse.
In 1670 schreef Becker Dichterisches Rosen- und Liljentahl, een cyclus van twaalf liederen op tekst van Philipp von Zesen.
Zijn tweede album Erster Theil zweystimmiger Sonaten und Suiten volgde in 1674 en bestond uit kamermuziek voor twee violen en basso continuo. Het (niet bewaard gebleven) tweede deel verscheen in 1679.

#### Overlijden
Becker overleed op 12 mei 1679 overleed en werd op 20 mei begraven in de Dom. Hij liet zijn erfgenamen overigens in armoede achter. Becker had dan wel in Hamburg veel aanzien genoten als componist en musicus, maar dat had zich niet vertaald in enige welvaart. Zijn erfgenamen moesten zelfs om financiële ondersteuning vragen bij de armenkas.

## Werken
Hieronder volgt een selectie van Beckers composities:
- Musicalische Frühlings-Früchte (Hamburg, 1668), instrumentale suites in de vorm allemande-courante-sarabande-gigue
- Dichterisches Rosen- und Liljentahl (1670), twaalf liederen.
- Musicalische Lendt-vruchten (Antwerpen, 1673), herdruk van Musicalische Frühlings-Früchte.
- Erster Theil zweystimmiger Sonaten und Suiten (Hamburg, 1674), acht suites voor twee violen en basso continuo en één suite voor twee violen en viola da gamba
- Begräbnis-Musik über Friederich Lente (1677)
- Trauer- und Begräbnis-Musik über Johann Helms (1678)[17]
- Zweiter Theil zweystimmiger Sonaten und Suiten (Hamburg, 1679)